# Bernd Ahlert
Bernd Ahlert (* 1952 in Greifswald) ist ein deutscher Gitarrist, Hochschullehrer und Gitarrenbauer.

## Leben
Ahlert studierte ab 1973 Schulmusik an der Hochschule für Musik und Theater Hamburg. Es folgte 1978 ein Studium der Konzertgitarre an der Hochschule für Kunst und Musik Bremen bei Bernard Hebb. Er absolvierte sein Solistendiplom für Gitarre und Vihuela mit Auszeichnung. Sein Spiel wurde durch Aufnahmen von Rundfunk und Fernsehen (NDR, RB, SDR, ARD, ZDF, ORF, Dansk Radio) dokumentiert.
Ahlert spielt auf verschiedenen Instrumenten der Gitarrenfamilie, die er zum Teil selbst gebaut hat. Dazu gehören, neben der modernen Konzertgitarre, Vihuela, Renaissancegitarre, Barockgitarre oder Terzgitarre.
Seit 1982 lehrt er als Dozent, seit 1996 als Professor an der Hochschule für Musik und Theater in Hamburg.

## Diskographie
- Bernd Ahlert & Manfred Odendahl: Gitarren-Duo. (LP) 1982
- Michael Dossow & Bernd Ahlert: Fernando Sor. Ambitus 1990
- Lonni Inman (Flöte) & Bernd Ahlert: Reflections. Daminus 1990
- Bernd Ahlert & Michael Dossow: GuitarHistories. Ambitus 1997
- Bernd Ahlert & Michael Dossow: Classical Folklore. Ambitus 2000